# Frans Mariman
Frans Mariman (Mortsel, 9 februari 1937 - Leuven, 21 december 2016) is een Belgisch dirigent. Hij dirigeerde voornamelijk koren en specialiseerde zich in het Gregoriaans. 
Hij studeerde in Leuven aan het Lemmensinstituut en musicologie aan de universiteit, alsook in Parijs aan het Institut Catholique bij A. Le Guennant.  De semiologie van het gregoriaans bestudeerde hij in cursussen en seminaries bij Eugène Cardine, Luigi Agostoni, Godehard Joppich en Johannes Berchmans Göschl.
Hij dirigeerde het Arenbergkoor (Heverlee) van 1976 tot 1986 en was oprichter en dirigent van het Gregoriaans Koor van Leuven tot het voorjaar van 2014, de Schola Trunchiniensis en de Damesschola Drongen. Met deze ensembles maakte hij verschillende opnames en trad hij regelmatig op tijdens het Gregoriaans Festival in Watou.
Frans Mariman doceerde en dirigeerde gregoriaans aan het Centrum Gregoriaans Drongen.  Hij leidde tal van workshops in verband met het gregoriaans.
In 2013 werd door het Centrum Gregoriaans het boek Magna Vox Laude Sonora. Liber Amicorum Frans Mariman uitgegeven.